# 恩斯特·法斯特
恩斯特·法斯特（瑞典語：Ernst Fast，1881年1月21日—1959年10月26日），瑞典男子田径运动员。他曾代表瑞典参加1900年夏季奥林匹克运动会田径比赛，获得男子马拉松铜牌。